# 한자동맹
한자동맹(독일어: die Hanse, 네덜란드어: de Hanze, 에스토니아어: hansa, 폴란드어: Hanza, 스웨덴어: Hansan, 영어: Hanseatic League)은 13~17세기에 독일 북쪽과 발트해 연안에 있는 여러 도시 사이에서 이루어졌던 연맹이다. 주로 해상 교통의 안전을 보장하고 공동 방호와 상권 확장 등을 목적으로 했다. 12세기 말 북독일의 몇몇 도시에서 시작되어 13세기에서 15세기 사이에 확장되어, 현대의 8개 국가에 걸쳐 약 200개의 정착지를 포함하게 되었다. 동쪽의 에스토니아에서 서쪽의 네덜란드, 내륙으로는 쾰른, 프러시아 지역, 폴란드의 크라쿠프까지 그 세력이 미쳤다.
초기에는 독일 상인들과 도시들이 느슨하게 연합하여 상업적 이익을 확대하고 강도 등 외부 위협으로부터 자신들을 보호하려는 목적으로 형성되었다. 시간이 지나면서 발전하여 동맹으로 정착되었고, 회원 도시와 무역로에서 상인들에게 통행료 면제와 보호를 제공했다. 상호 경제적 의존성과 상인 가문 간의 연계로 인해 정치적으로 통합되어갔으며, 한자 도시들 간의 무역 규칙 역시 점차 획일화되었다.
한자 동맹은 북해와 발트해의 해상 무역을 지배했다. 런던, 브뤼헤, 베르겐, 노브고로드 등의 도시에는 주요 무역 거점인 콘토르(Kontor)를 설치했는데, 이들은 상당한 법적 자율권을 가진 외교적 지역으로 기능했다. 한자 상인들(일명 한사르드, Hansards)은 사기업을 운영하며 다양한 상품에 접근할 수 있었고, 외국에서도 특권과 보호를 누렸다. 한자 동맹의 경제적 힘은 봉쇄 조치를 취하거나 심지어 왕국이나 공국과 전쟁을 벌이는 것도 가능하게 했다.
최전성기에도 한자 동맹은 느슨한 도시국가 연합으로 남아 있었다. 상설 행정 기관이나 공동 재정, 상비군은 두지 않았으며, 14세기에는 협상과 합의를 통해 운영되는 비정기적 회의(diet)를 설치했다. 그러나 16세기 중반, 이러한 약한 결속력으로 인해 동맹은 점차 약화되었고, 회원국들은 다른 정치적 연합에 합병되거나 탈퇴하며 1669년 최종적으로 해체되었다.
한자 동맹은 해양과 강을 따라 무역을 수행하기 위해 다양한 선박 유형을 사용했다. 이 중 가장 상징적인 선박은 코게였다. 코게는 여러 한자 도시의 인장과 문장에서도 찾아볼 수 있다. 중세 말기에는 코게가 헐크선과 같은 새로운 유형의 선박으로 대체되었으며, 이후에는 더 큰 크기의 카벨(Carvel)형 선박으로 발전했다.

## 배경
발트해에서는 탐험과 같은 수준의 무역, 약탈, 그리고 해적 행위가 빈번히 발생했다. 일례로 고틀란드의 선원들은 멀리 노브고로드까지 강을 따라 항해했는데, 노브고로드는 러시아 지역의 주요 무역 중심지였다. 스칸디나비아 사람들은 한자 동맹 이전부터 발트해 무역을 주도하며, 9세기까지 비르카, 하이다부, 슐레스비히 등의 주요 무역 허브를 세웠다. 이후 메클렌부르크에서 쾨니히스베르크(현재의 칼리닌그라드)에 이르는 한자 동맹의 항구들도 원래는 스칸디나비아 주도의 발트해 무역 체계에 속해 있었다.
한자 동맹은 공식적으로 설립된 적이 없기에 명확한 창립 연도는 없다.(p. 2) 전통적으로 학자들은 1159년 작센 공작이자 바이에른 공작인 하인리히 사자공이 북독일의 도시 뤼베크를 재건한 사건을 한자 동맹의 기원으로 본다. 그는 이 지역을 쇼엔부르크와 홀슈타인의 백작 아돌프 2세로부터 점령한 후 뤼베크를 재건했다. 그러나 최근 연구에서는 뤼베크의 역할이 과대평가되어있다고 보며, 단지 여러 지역 무역 중심지 중 하나로만 보는 시각이 있다. 동맹은 발트해를 중심으로 한 북독일 무역 체계와 영국 및 플랑드르를 겨냥한 라인란트 무역 체계의 결합으로 이해된다.

## 설립
한자(Hanse)라는 용어가 1267년 문서에 처음 등장하기 이전부터, 발트해 주변의 도시에서는 길드 또는 한자(Hansas)라는 조직을 결성하여 해외 도시와 무역을 진행했다. 특히 발트해 동부의 경제적으로 덜 발달한 지역과의 무역이 주요 목적이었다. 이 지역에서는 목재, 밀랍, 호박, 수지, 모피와 같은 자원이 공급되었고, 내륙에서 바지선을 통해 항구 시장으로 운반된 호밀과 밀도 주요 상품이었다. 상인 길드는 출발지와 목적지 항구에서 중세 상업조합(universitates mercatorum) 형태로 결성되었으며, 경쟁에도 불구하고 협력을 강화하여 한자 동맹으로 발전해갔다.(pp. 42–43)  무역의 주요 언어는 중세 저지 독일어(Middle Low German)였는데, 이는 무역 지역에서 사용된 언어에 상당한 영향을 미쳤다. 특히 스칸디나비아어(덴마크어, 노르웨이어, 스웨덴어),(pp. 1222–1233)(pp. 1933–1934) 에스토니아어,(p. 288) 라트비아어(pp. 230–231) 등에 그 흔적이 남아 있다.
발트해에서 한자 동맹 이전에는 고틀란드섬의 비스뷔(Visby)가 주요 무역 중심지로 기능했다. 1080년, 비스뷔의 상인들은 동쪽으로 항해하여 노브고로드에 구타가르드(Gutagard) 또는 고텐호프(Gotenhof)라 불리는 무역 거점을 설립했다. 이후 1120년에 고틀란드는 스웨덴으로부터 자치권을 얻었으며, 남부와 서부 지역에서 온 상인들을 받아들였다.(p. 26) 비스뷔 한자와의 조약에 따라 북독일 상인들은 고틀란드에 정기적으로 방문하게 되었고, 13세기 초반에는 노브고로드의 볼호프강 상류에 페터호프(Peterhof)라는 독자적인 무역 거점인 콘토르(Kontor)를 설립했다.

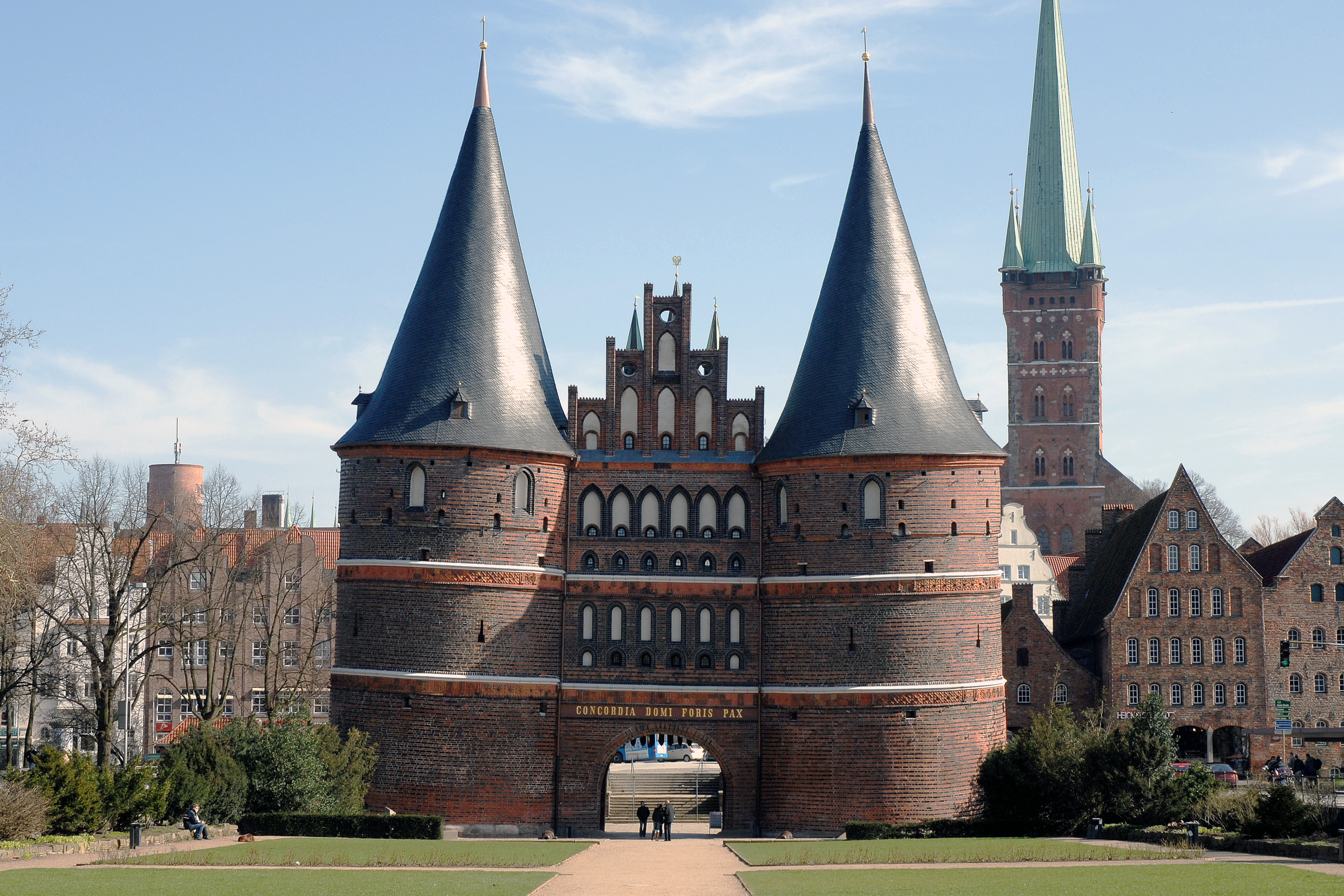
1464년에 지어진 뤼베크의 홀슈텐토어는 오늘날까지 이 도시의 유일한 유서 깊은 성문이다.

뤼베크는 곧 작센과 베스트팔렌의 상인들이 동쪽과 북쪽으로 무역을 확장하기 위한 기반이 되었다. 슐레스비히보다 더 짧고 쉬운 접근 경로와 우수한 법적 보호를 제공한 덕분에, 뤼베크는 이들 상인들에게 더욱 매력적인 항구로 자리 잡았다.(p. 27) 이 도시는 북해와 발트해 간 무역의 주요 환적항이 되었으며, 러시아와 스칸디나비아 상인들에게도 광범위한 무역 특권을 부여했다.(p. 27–28)
뤼베크는 또한 북방 십자군의 주요 보급항으로 기능하며 교황과의 관계도 강화했다. 1226년에는 덴마크의 발데마르 2세 치하에서 자유제국도시의 특권을 부여받아, 1189년에 자유제국도시가 된 함부르크와 유사한 지위를 가지게 되었다. 같은 시기, 비스마르, 로스토크, 슈트랄준트, 단치히 등도 도시 헌장을 받았다.(pp. 50–52)
한자 상인 단체는 회원들을 위한 무역 제한을 제거하는 데 힘썼다. 독일 상업 연맹에 대한 가장 초기의 문서적 언급은 1173년에서 1175년 사이에 작성된 런던의 기록으로, 이름이 명시되지는 않았으나 특정 상업 연맹에 관한 내용이다(종종 1157년으로 잘못 기록되기도 한다). 이 시기 쾰른의 한자 상인들은 영국 헨리 2세 왕을 설득하여, 런던에서 모든 통행료를 면제받고, 잉글랜드 전역에서 상인과 상품에 대한 보호를 보장받았다.(pp. 14–17)

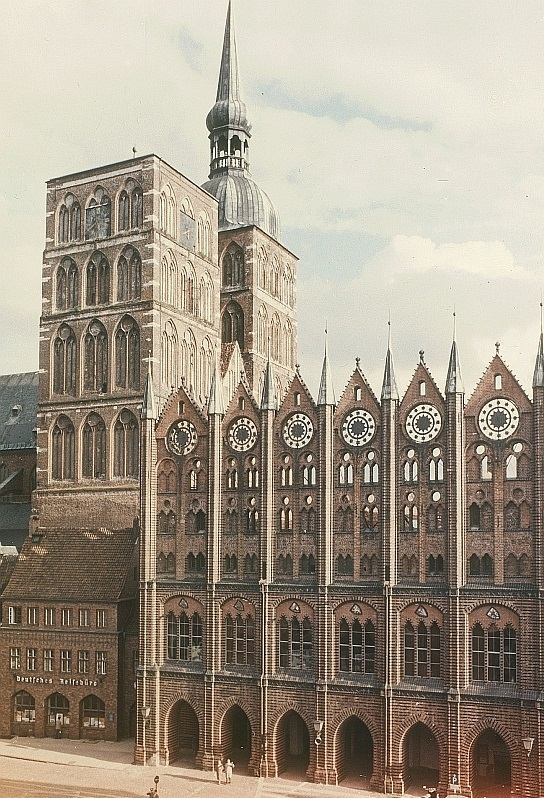
한자 동맹은 중요한 문화 및 건축 유산을 남겼다. 특히 슈트랄준트의 성 니콜라이 교회와 시청과 같은 벽돌 고딕 양식의 기념물이 유명하다. 슈트랄준트의 구시가지는 비스마르와 함께 유네스코 세계문화유산으로 지정되어 있다.

12세기와 13세기 동안 독일 식민지 개척자들은 발트해 동부 해안과 그 인근 지역의 여러 도시에 정착했다. 현대의 엘블롱크, 토룬, 레발, 리가, 타르투와 같은 도시들은 한자 동맹에 가입했으며, 일부 도시들은 오늘날까지 한자 건축물을 보존하며 그 당시의 흔적을 간직하고 있다. 대부분의 도시는 한자 동맹에서 가장 두드러진 도시의 법체계인 뤼베크 법(Lübeck Law)을 채택했다. 이 법에 따라 이들 도시는 모든 법적 문제를 뤼베크 시의회에 항소할 수 있었다. 반면, 단치히와 같은 도시는 1295년 이후 마그데부르크법이나 그 파생 형태인 쿨름법(Culm Law)을 적용했다. 1435년부터 1582년경까지의 리보니아 연맹(Livonian Confederation)은 현재의 에스토니아와 라트비아의 일부를 포함했으며, 주요 도시는 모두 한자 동맹의 회원이었다.
13세기 동안 장거리 무역에 종사하던 부유한 상인들은 점차 자신의 고향에 정착하여 무역 지도자로 활동하기 시작했다. 이들은 기존의 토지 소유자 역할에서 벗어나 도시 정책에 더 많은 영향을 미치게 되었다. 정착 상인의 증가로 장거리 무역 상인들이 도시 정책에 더 강한 발언권을 가지게 되었으며, 이는 상인 계급의 지위를 높이고 더 많은 도시로 세력을 확장하고 지배력을 강화할 수 있게 했다.(pp. 44, 47–50)(p. 27–28) 한자 동맹의 분권화된 구조는 느린 이동 속도에 의해 촉진되었다. 예를 들어, 레발에서 뤼베크까지 이동하는 데는 최소 4주가 소요되었고, 겨울철에는 4개월까지 걸리기도 했다.(p. 202) 이러한 느린 이동 속도는 각 지역이 독자적으로 운영될 수밖에 없었던 환경을 조성했다.

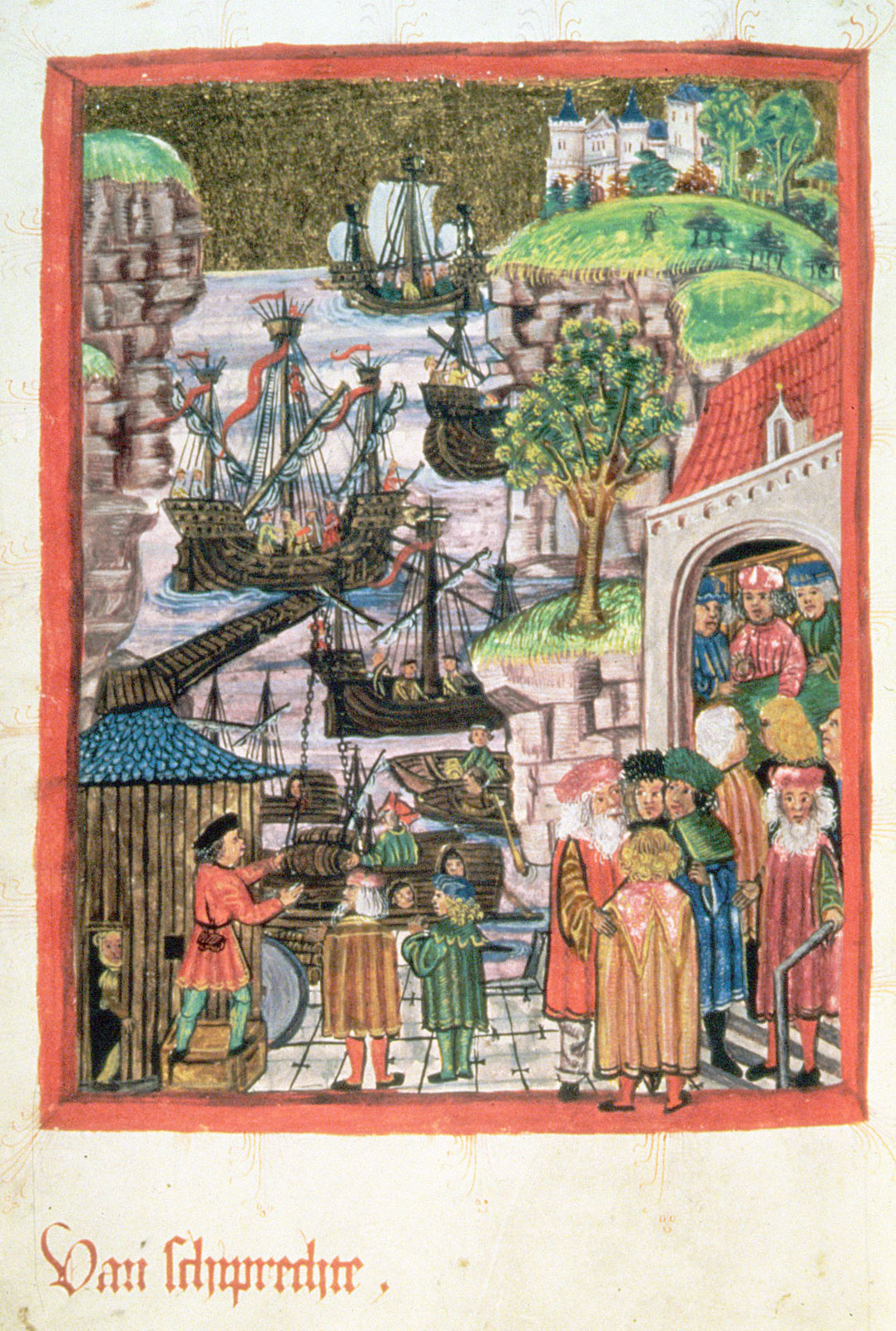
1497년부터 함부르크시에서 선박법(반 쉬프레히테)에 관한 부분에서 뤼베크와 함부르크 간 동맹의 기초를 세우는 모습

1241년, 발트해와 북해의 어장에 접근할 수 있었던 뤼베크는 뤼네부르크에서 소금 무역로를 통제하던 함부르크와 동맹을 맺었다. 이 동맹은 이후 한자 동맹의 전신이 되었으며, 이들 도시는 특히 스코네 시장(Scania Market)을 중심으로 소금과 생선 무역의 대부분을 장악했다. 1260년에는 쾰른이 이 동맹에 합류했으며, 각 길드가 병력을 제공하도록 요구하면서 도시들은 군대를 조직했다. 한자 도시들은 서로를 지원하며, 상업용 선박이 병사와 무기를 운반하는 데 활용되기도 했다. 이 동맹 네트워크는 유연한 구조를 갖추어 최대 170개 도시를 포함하기에 이르렀다.
서쪽에서는 라인란트의 도시들, 특히 쾰른이 플랑드르와 잉글랜드에서 무역 특권을 누렸다. 1266년, 잉글랜드의 헨리 3세는 뤼베크와 함부르크 한자에게 잉글랜드 내에서 활동할 수 있는 헌장을 부여했는데, 이는 초기에는 베스트팔렌 상인들과의 경쟁을 초래했다. 그러나 1282년, 쾰른 한자와 벤트인 한자가 런던에서 한자 식민지를 공동으로 설립했고, 15세기까지 완전히 합병되지 않았다. 한편, 1268년과 1277~1278년에 걸쳐 노브고로드는 한자 도시들에 의해 봉쇄되었다.(pp. 58–59)
그럼에도 불구하고, 베스트팔렌 상인들은 런던뿐만 아니라 입스위치와 콜체스터에서도 무역을 지배했다. 반면, 발트해와 벤트 지역의 상인들은 킹스린과 뉴캐슬 사이에서 활동을 집중했다.(p. 36)
무역 안전을 보장하지 못했던 당시의 분권화된 영토 정부 체계는 상인들 간 협력을 촉진하는 중요한 요인이었다. 이후 50년간, 상인 한자는 동서 무역로를 포괄하는 공식 협정을 통해 결속을 다졌다. 13세기 동안 현재의 네덜란드 동부 지역뿐만 아니라 위트레흐트, 홀란트, 제일란트, 브라반트, 나뮈르, 림부르크(Limburg) 등의 지역들이 이 무역 네트워크에 합류했다.(p. 111) 이러한 한자 상인 길드 네트워크는 역사적으로 카우프만한자(Kaufmannshanse)로 불리게 되었다.
13세기 동안 독일 도시들은 발트해 무역에서 빠르게 지배적 위치를 차지했으며, 뤼베크는 북해와 발트해 지역을 연결하는 해상 무역의 중심지로 부상했다. 뤼베크의 패권은 15세기에 절정을 이루었다.

## 확장
뤼베크를 의장국으로 하며 함부르크, 비스마르, 로스토크, 단치히 등 북해 연안과 엘베강 동안에 있는 독일 여러 도시가 최초에 가맹하였고 후에 가맹한 여러 도시가 90개를 넘었다. 노브고로드와 폴라츠크 등 루스의 몇몇 도시들 또한 가입한 바 있다.

### 무역 확장

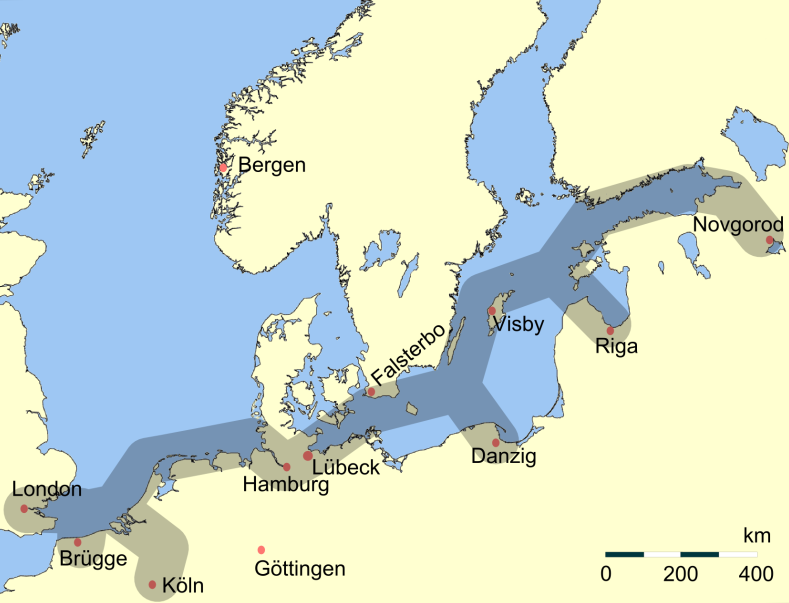
Main trading routes of the Hanseatic League

한자동맹은 노브고로드의 페테르호프 외에도 브뤼헤(플란데런), 베르겐(노르웨이)의 브뤼겐, 런던(잉글랜드)에 추가적인 콘토르(Kontor, 무역 기지)를 설립하는 데 성공했다. 베르겐과 브뤼주의 콘토르는 14세기 초반까지 제도화되었으며, 브뤼헤의 콘토르를 제외한 나머지 기지는 중요한 한자동맹의 거주지가 되었다. 런던의 콘토르인 스틸야드(Steelyard)는 런던 브리지 서쪽 어퍼 템스 스트리트 근처, 현재의 캐넌 스트리트역이 있는 자리에 위치했으며, 창고, 계량소, 교회, 사무실, 주택을 포함한 성벽으로 둘러싸인 공동체로 발전했다.
주요 콘토르 외에도, 한자동맹은 개별 항구에 무역 기지나 공장을 설치했다. 이들 기지는 대표 상인과 창고를 두었지만, 상주 인원이 없는 경우도 있었다. 덴마크의 스코네 지역에는 약 30개의 한자동맹 계절 공장이 있었는데, 주로 소금에 절인 청어를 생산했다. 이 공장들은 비텐(Vitten)이라 불리며, 법적 자율성을 보장받았다. 이러한 비텐은 한자동맹의 다섯 번째 콘토르였을수도 있지만, 조기에 쇠퇴해 주요 콘토르로 간주되지 않았다.(pp. 157–158)
잉글랜드에서는 보스턴(스타르호프라 불림), 브리스톨, 비숍스린(후에 킹스린, 현재 잉글랜드에 남아 있는 유일한 한자동맹 창고를 보유), 헐, 입스위치, 뉴캐슬어폰타인, 노리치, 스카버러, 그레이트 야머스, 요크에 한자동맹 공장이 있었다. 이들 도시는 발트해 무역에 중요했으며, 14세기 후반 섬유 산업의 중심지로 발전했다. 한자동맹 상인과 섬유 제조업자는 직물이 상인의 고향에서의 수요와 유행을 충족하도록 협력했다. 리스본, 보르도, 부르뇌프, 라로셸, 낭트의 무역 기지는 바다 소금을 저렴하게 공급하여 이 무역에 참여한 선박은 소금 함대로 알려졌다. 플란데런, 덴마크-노르웨이, 발트해 내륙, 독일 상부 지역, 아이슬란드, 베니스에도 무역 기지가 있었다.(pp. 158–160)
한자동맹의 무역은 바다를 통한 것에만 국한되지 않았으며, 내륙 수로와 육로 무역도 중요한 역할을 했다. 대부분의 한자동맹 도시는 바다에 직접 접근할 수 없었으며, 강이나 육로를 통해 연결된 파트너와 무역을 진행했다. 이들은 통합된 네트워크를 형성했으며, 소규모 한자동맹 도시는 주로 지역 내 무역에 집중했다. 한자동맹 내부 무역은 양적으로 가장 크고 중요한 사업이었다.(pp. 153, 161)
강과 육로를 통한 무역은 특정 한자동맹 특권에 묶이지 않았지만, 브레멘, 함부르크, 리가 같은 항구 도시는 강을 이용한 무역에서 지배적인 위치를 차지했다. 그럼에도 라인강에서는 무역이 개방적으로 유지되었다. 무역을 위해 운하를 건설하는 경우는 드물었지만, 1391년에서 1398년 사이에 뤼베크와 라우엔부르크를 연결하는 슈테크니츠 운하가 건설되었다.(pp. 145–147, 158–159)

#### 주요 거래 물품
| 수입  |     | 출발/목적지        | 수출  |      | 총계  | %    |
| ----- | --- | ------------------ | ----- | ---- | ----- | ---- |
| 150   |     | 런던/함부르크      | 38    |      | 188   | 34.4 |
| 44    |     | 리보니아 도시들:   | 51    |      | 95    | 17.4 |
|       | 10  | - 리가             |       | 14   |       |      |
|       | 34  | - 레발(탈린)       |       | 14.3 |       |      |
|       | -   | - 페르나우         |       | 22.7 |       |      |
| 49.4  |     | 스코네             | 32.6  |      | 82    | 15   |
| 52    |     | 스웨덴 고틀란트    | 29.4  |      | 81.4  | 14.9 |
| 19    |     | 프러시아 도시들:   | 29.5  |      | 48.5  | 8.9  |
|       | 16  | - 단치히           |       | 22.8 |       |      |
|       | 3   | - 엘빙             |       | 6.6  |       |      |
| 17.2  |     | 벤트와 포메라니아: | 25.2  |      | 42.4  | 7.8  |
|       | 5.5 | - 슈테틴           |       | 7    |       |      |
|       | 4   | - 슈트랄준트       |       | 7.5  |       |      |
|       | 2.2 | - 로슈토크         |       | 4.6  |       |      |
|       | 5.5 | - 비스마르         |       | 6.1  |       |      |
| 4.3   |     | 베르겐             | –     |      | 4.3   | 0.8  |
| 3     |     | 발트해 소도시들    | 1.2   |      | 4.2   | 0.8  |
| 338.9 |     | 총합               | 206.9 |      | 545.8 | 100  |

한자동맹은 초기에는 조악한 양모직물을 주로 거래했으나, 점차 상업과 산업이 북독일에서 성장하면서 고급 양모직물, 린넨, 심지어 비단까지 제조되었다. 이러한 발전은 섬유뿐만 아니라 에칭, 목각, 갑옷 생산, 금속 조각, 목공예 등 다른 산업에서도 이루어졌다. 정리하면 다음과 같다.(pp. 45–61)(pp. 35–36)(p. 72)(p. 141)(pp. 207–233)
- 동쪽에서 플란데런과 잉글랜드로 수출: 밀랍, 모피, 목재, 송진(타르), 아마, 꿀, 밀, 호밀.
- 반대 방향으로 수출: 천, 특히 광폭천(broadcloth). 이후 제조된 상품들도 거래됨.
- 스웨덴: 구리와 철, 청어.
- 카르파티아 지역: 구리와 철, 종종 토룬에서 거래됨.
- 리뷔크의 소금 무역: 뤼네부르크에서 소금을 조달하거나 프랑스와 포르투갈에서 수입해 중앙유럽 시장에 판매. 스코네에서는 청어 염장용으로 사용하거나 러시아로 수출.
- 베르겐에서 수출된 대구(stockfish): 곡물과 교환되었으며, 한자동맹의 곡물 유입은 노르웨이 북부 지역의 정착을 가능하게 함.
- 맥주: 한자동맹 도시의 맥주가 높은 평가를 받았으며, 뤼벡, 함부르크, 비스마르, 로스토크 등 벤트 지역의 도시들이 홉 맥주 수출 양조장을 설립.

#### 경제적 힘과 상호방위
초기 상인 동맹으로 시작된 한자동맹은 점차 도시 중심의 연맹으로 발전하면서, 보호를 확보하고 특권을 유지 및 확대하기 위해 권력에 의존했다. 도적과 해적은 지속적인 문제였으며, 전쟁 중에는 사략선까지 등장하여 위험이 가중되었다. 상인들이 외국에서 체포되거나 물품이 압수되는 일도 빈번했다. 이에 따라 한자동맹은 내부적으로는 상호 방어 조약을 체결하고, 외부적으로는 특권을 법제화하는 조약을 맺으며 보호 체계를 강화했다.(p. 53)
한자동맹의 권력은 지역 상인과 귀족들에게 질투의 대상이 되었으며, 이들은 연맹의 권력을 약화시키려 했다.(pp. 96–98) 예를 들어, 런던에서는 현지 상인들이 특권 철회를 위해 지속적으로 압력을 가했다.(pp. 128, 143) 대부분의 외국 도시는 한자동맹 상인들을 특정 무역 구역과 무역 기지로 제한했으며, 한자동맹이 상호주의적 조치를 거부하면서 긴장이 더욱 고조되었다.(pp. 105–111)
한자동맹 상인들은 경제적 권력을 이용하여 도시와 통치자들에게 압력을 가했다. 무역 금지령, 무역 경로 변경, 국가 단위의 보이콧이 주요 수단이었다. 대표적인 사례는 다음과 같다.
- 노브고로드에 대한 봉쇄: 1268년과 1277/1278년.[37](p. 58)
- 브뤼헤에 대한 압박: 한자동맹의 교역 중심지를 여러 차례 아르덴부르크(1280-1282[37](p. 58)[40](pp. 19–21), 1307/1308-1310,[40](pp. 20–21), 1350[41](p. 29)) 도르트(1358, 1388), 앤트워프(1436)[38](p. 68, 80, 92)로 일시 이동.
- 노르웨이와 플란데런 보이콧: 1284년과[41](p. 28) 1358년에[38](p. 68) 시행되어 기근을 초래할 정도로 심각한 영향을 미쳤다.

한자동맹은 필요할 경우 군사 행동에도 나섰다. 일부는 전투를 위해 전용 군함을 보유했으며, 필요 시 상선도 전투용으로 전환했다. 군사 행동은 종종 이해관계자들의 연합(tohopesate)을 통해 이루어졌다.(pp. 32, 39–40)(pp. 93–95)

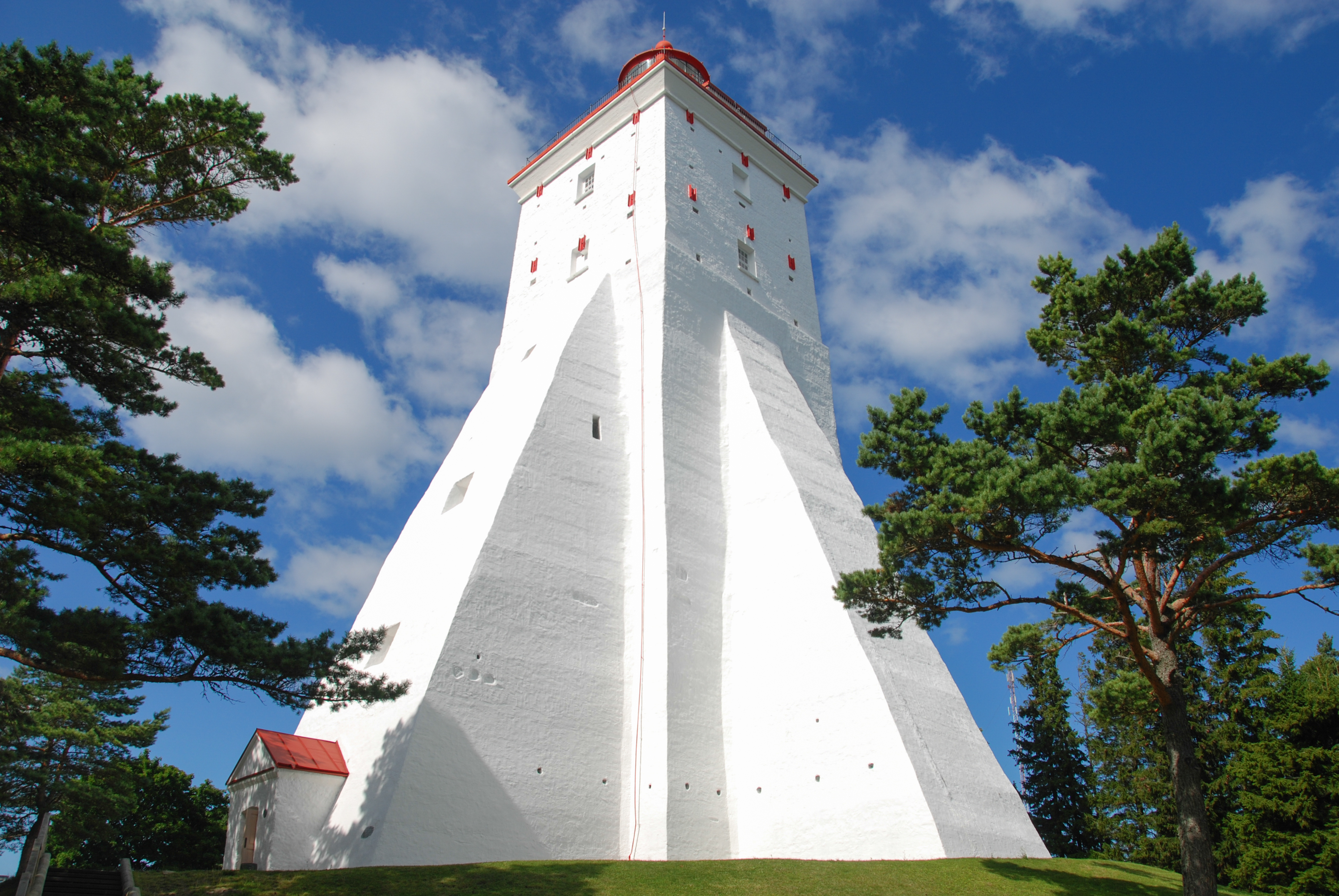
코푸 등대

투자를 보호하기 위해 한자동맹은 항해사들을 훈련시키고 등대도 같이 건설했다.
- 1202년, 뤼베크는 팔스테르보에 북유럽 최초의 등대를 세운 것으로 알려져 있다.
- 1600년까지 독일과 스칸디나비아 해안에 최소 15개의 등대가 세워져, 당시 세계에서 가장 밝은 해안을 만들었다. 이는 한자동맹의 공로였다.[43]
- 코푸 등대(Kõpu Lighthouse)와 같은 구조물도 이 노력의 일환으로 건설되었다.[44][36]

## 전성기
후기 호엔슈타우펜 왕조 하에서 황제의 권력 약화와 그에 따른 방어력 약화는 동맹에 소속된 도시들로 하여금 동맹 네트워크의 제도를 더욱 견고히 만들도록 하였다. 이 네트워크는 "슈테트한제(Städtehanse)"라 불리며 유동적인 구조를 가졌으나,(p. 27) 정식 조직으로 발전하지는 못했고 "카우프만한제(Kaufmannshanse)"가 계속 이어졌다.(p. 28–29) 이러한 발전은 1306년부터 1319년 사이 덴마크 국왕 에리크 6세 멘베드와 여러 봉건 영주들이 벤트의 도시들을 정복하고 그 자치를 제한함에 따라 지연되었다.(pp. 60–61) 한자동맹의 회의는 "한제타크(Hansetag)"라는 이름으로 주로 뤼베크에서 불규칙적으로 열렸다. 이 회의는 1300년경이나(p. 59) 1356년경에 시작된 것으로 보인다.(p. 66) 다만 많은 도시들이 회의에 참석할 대표를 보내지 않았는데, 회의에서 결정된 사안은 대표가 오지 않은 도시에는 구속력을 가지지 않았다. 종종 대표들이 회의 중간에 떠남으로써 그 도시가 결정을 비준하지 않을 구실을 제공하기도 했다.(pp. 36–39) 소수의 한자동맹 도시들만이 자유 제국 도시의 지위를 가지거나 이에 상응하는 자치와 자유를 누리긴 했지만, 많은 도시들이 일시적으로나마 지역 귀족의 지배에서 벗어날 수 있었다.

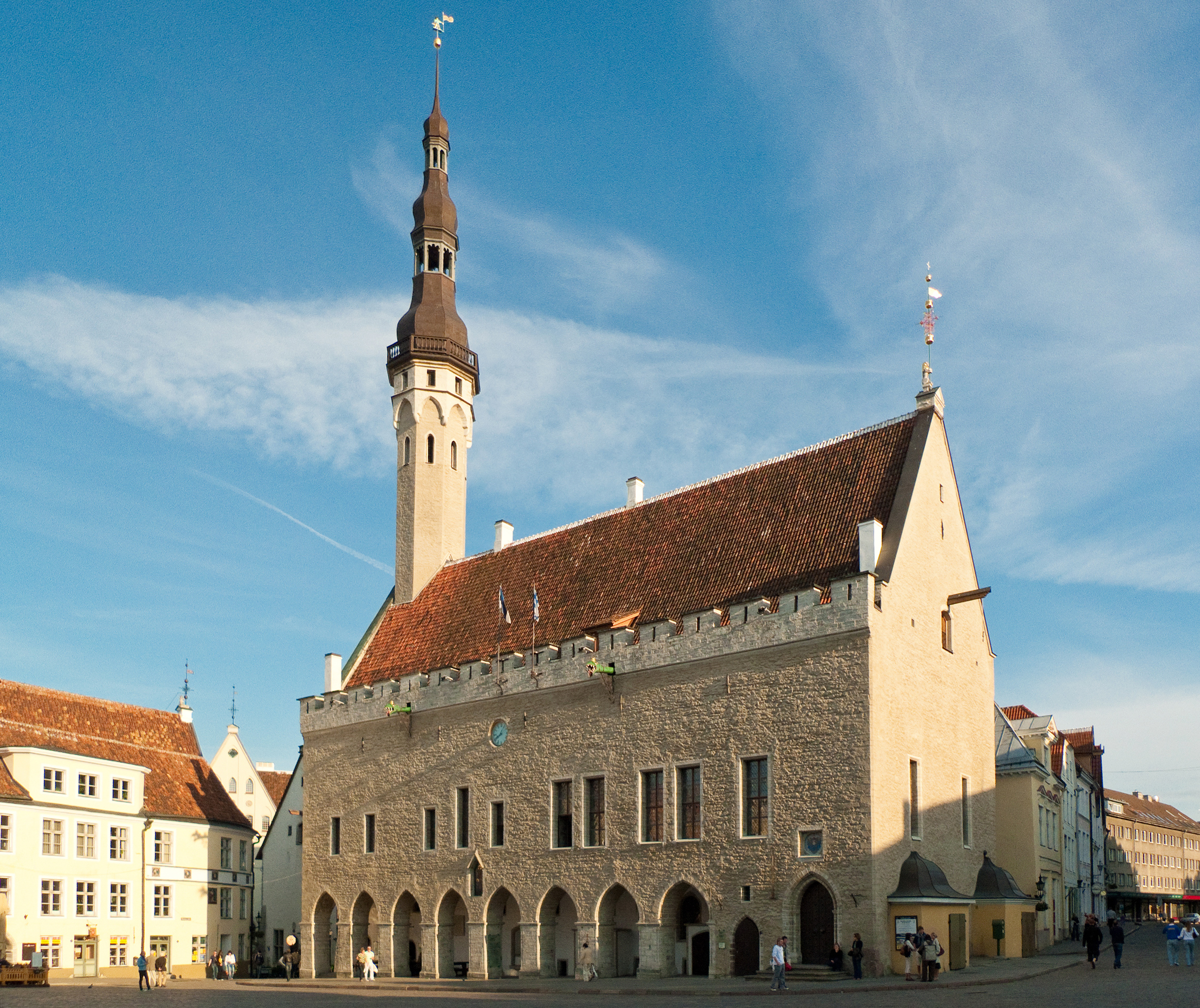
탈린 시청사, 에스토니아 탈린 소재.

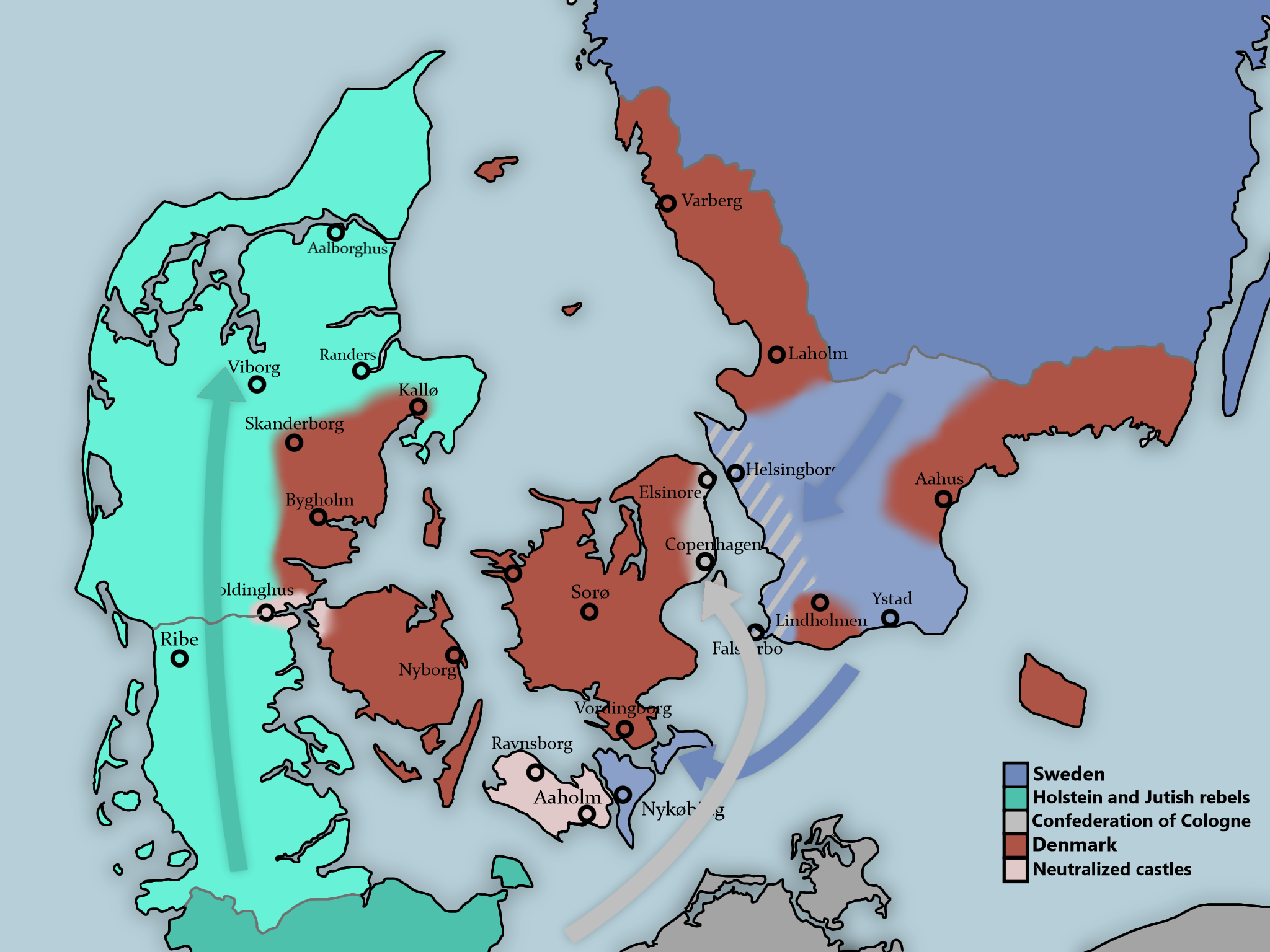
한자동맹의 침략 이후 덴마크의 형세 (1370)

1361년부터 1370년까지 한자동맹 회원 도시들은 덴마크와의 전쟁(덴마크-한자 전쟁)을 벌였다. 초기에 벤트 지역의 도시들이 주도한 공격은 성공적이지 못했지만, 이후 프로이센과 네덜란드의 도시들이 가담한 뒤 1368년 쾰른 동맹을 결성한 후에는 코펜하겐과 헬싱보리를 약탈하고, 덴마크 국왕 발데마르 4세와 그의 사위 노르웨이 국왕 호콘 6세를 상대로 1370년 슈트랄준트 조약에서 세금 면제와 외레순 요새에 대한 15년간의 영향력을 얻어냈다. 이 조약은 스코네 지역에서 동맹의 특권을 확대했는데. 홀란트와 제일란트 지역도 포함되었다. 이 시기에 한자동맹은 "북유럽의 강대국"으로 불릴 정도로 강성하여 한자동맹의 영향력이 절정에 이른 시기로 평가된다. 쾰른 동맹은 외레순 요새가 덴마크에 반환된 1385년까지 지속되었다.(p. 64, 70–73)
1387년 발데마르 4세의 후계자인 올라프 2세가 사망한 뒤, 덴마크와 노르웨이의 계승 문제를 둘러싸고 스웨덴 국왕 알브레히트 3세 추 메클렌부르크슈베린 공작와 덴마크 여왕 마르그레테 1세 사이에 분쟁이 발생했다. 이 상황은 스웨덴 귀족들이 알브레히트에 반발하며 마르그레테를 초청하면서 더욱 복잡해졌다. 알브레히트는 1389년 포로로 잡혔으나, 1392년 사적으로 고용한 해적들인 양식형제단을 통해 보른홀름섬과 비스뷔를 장악하며 해상 무역을 위협했다. 이들은 1392년부터 1430년대까지 해상 무역을 위협했으며, 1395년 알브레히트의 석방 협정에 따라 스톡홀름은 7개의 한자동맹 도시들로 이루어진 협의체에 의해 통치되며 한자동맹 무역 특권을 누렸다. 스톡홀름은 1398년 마르그레테에게 반환되었다.(pp. 76–77)
1398년 양식형제단은 고틀란드를 점령했으나, 프로이센 도시들의 지원을 받은 튜턴 기사단에 의해 정복되었다. 이 지역의 특권은 회복되었으며, 튜턴 기사단의 대마이스터는 해외와 동맹 내 일부 회원들에게 종종 한자동맹의 수장(caput Hansae)으로 간주되었다.(pp. 77–78)(pp. 31–32)

## 쇠퇴
15세기에 들어 한자동맹은 더욱 제도화되었다. 이는 통치 문제와 경쟁자들에 대응하기 위한 부분적인 노력의 결과이기도 했으나, 무역 지도의 변화도 영향을 주었다. 이 시기에는 느슨한 참여에서 공식적인 인정 및 철회로 점진적인 변화가 일어났다.(pp. 113–115) 또 다른 일반적인 경향으로는, 한자동맹 도시에 의해 해외 무역거점인 콘토르의 법적 규제가 강화된 점을 들 수 있다. 그러나 예외적으로 베르겐 콘토르는 상대적으로 더 독립적인 성격을 갖게 되었다.(p. 136)

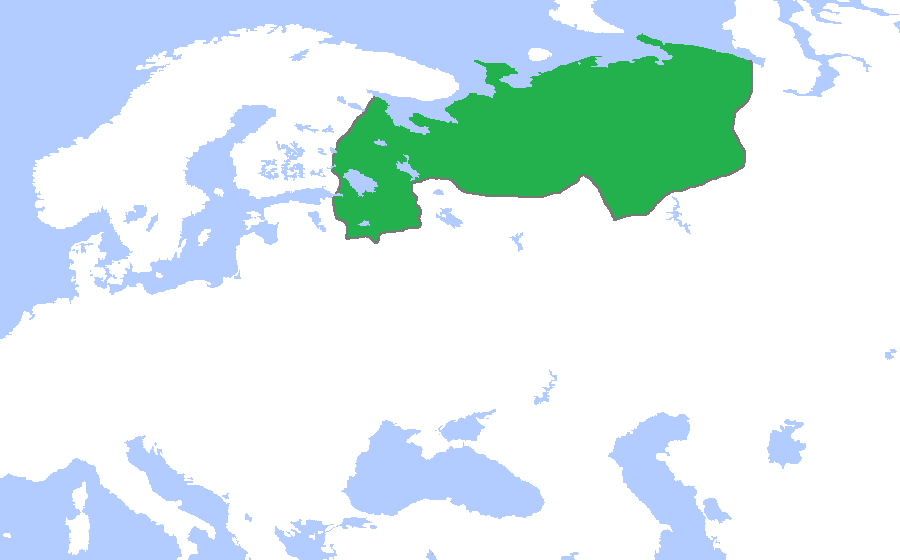
1400년경 노브고로드 공화국은 광대한 제국을 형성하며 유럽과의 모피 무역의 상당 부분을 장악하였다. 노브고로드는 한자동맹의 주요 무역 거점 중 하나였다.

노브고로드에서는 1380년대부터 이어진 오랜 갈등 끝에, 한자동맹이 1392년에 무역 특권을 회복하였다. 이와 동시에 러시아는 리보니아와 고틀란드에 대해 무역 특권을 확보하였다.(pp. 78–83)
1424년에는 노브고로드의 페테르호프(Petershof) 콘토르에 있던 독일 상인들이 모두 투옥되었고, 그중 36명이 사망하였다. 노브고로드에서의 체포와 몰수는 특히 폭력적으로 이루어졌다.(p. 182) 이에 대응하여 리보니아 기사단과 노브고로드 간의 전쟁이 계속되는 가운데, 한자동맹은 1443년부터 1448년까지 노브고로드를 봉쇄하고 페테르호프 콘토르를 철수하였다.(p. 82)
한편, 1370년대부터 한자동맹과 갈등을 겪어온 영국 상인들은 마리엔부르크 조약(첫 조약은 1388년, 마지막 조약은 1409년)을 통해 프로이센 지역에서 무역 특권을 획득하였다.(pp. 78–83) 이로 인해 15세기 동안 영국 상인의 영향력은 증가하고 잉글랜드 내 한자동맹의 무역 중요성은 감소하였다.(p. 98)
15세기 동안 프로이센 지역과 벤트 지역 도시, 즉 뤼베크 및 그 동부 인접 도시들 사이의 긴장이 심화되었다. 뤼베크는 한자동맹 중심지로서의 역할에 의존했으나, 프로이센은 곡물과 목재 같은 대량 상품을 잉글랜드, 저지대 국가(네덜란드), 이후 스페인과 이탈리아로 수출하며 다양한 무역로를 형성한 상황이었다.
1442년, 브란덴부르크 선제후 프리드리히 2세는 한자동맹 도시인 베를린과 쾰른에 대한 권위를 주장하려 했으며, 브란덴부르크 내 모든 도시가 한자동맹 회의(Hansetag)에 참여하지 못하도록 차단하였다. 이로 인해 일부 브란덴부르크 도시들은 한자동맹에서 사실상 탈퇴하게 되었다. 1488년에는 브란덴부르크 선제후 요한 치체로가 알트마르크 지역의 슈텐달과 잘츠베델에 대해 동일한 조치를 취했다.(pp. 34–35)
1394년까지 홀란트와 젤란트는 한자동맹에 적극적으로 참여했지만, 1395년 바이에른 공작 알브레히트 1세에 대한 봉건적 의무로 인해 추가 협력이 어려워졌다. 결국 이들과 한자동맹 사이의 관계는 약화되었고, 경제적 초점 역시 바뀌기 시작했다. 1417년에서 1432년 사이, 홀란트와 젤란트가 부르고뉴령 네덜란드의 일부로 점진적으로 편입되면서 이러한 경제적 재편이 더욱 두드러졌다.
뤼베크는 1403년에 재정적 어려움에 직면하였고, 이에 반발한 장인들은 1405년에 감시 위원회를 설립하였다. 이로 인해 1408년 위원회가 반란을 일으켜 새로운 시의회를 구성하면서 정부 위기가 촉발되었다. 비슷한 봉기가 비스마르와 로스토크에서도 발생하여 1410년 새로운 시의회가 설립되었다. 이 위기는 1418년에 타협을 통해 종결되었다.(pp. 83–88)
1412년, 마르그레테 1세를 계승한 에리크 폰 포메른은 슐레스비히와 홀슈타인 지역으로의 확장을 시도하며 외레순에서 통행세를 부과했다. 이에 한자동맹 도시들은 초기에는 분열된 반응을 보였는데, 뤼베크는 에리크에게 우호적인 태도를 취하려 한 반면, 함부르크는 에리크의 반대파인 샤우엔부르크 백작을 지원하였다. 이로 인해 1426년부터 1435년까지 덴마크-한자동맹 전쟁이 발발하였고, 1428년에는 코펜하겐 포격 사건이 일어났다. 1435년 포르딩보르 조약을 통해 한자동맹은 상업적 특권을 갱신받았으나, 외레순 통행세는 계속 유지되었다. 이후 에리크 폰 포메른은 폐위되었고, 1438년 뤼베크가 외레순 통행세의 통제권을 장악하면서 홀란트와 젤란트와의 긴장이 심화되었다.(pp. 89–91)(p. 265)(p. 171)
외레순 통행세와 더불어 뤼베크가 잉글랜드와 네덜란드 상인을 스코네 지역에서 배제하려는 시도는 스코네 청어 무역에 타격을 주었다. 배제된 지역들이 자체적인 청어 산업을 발전시키기 시작하면서 스코네의 무역 중요성도 감소하게 되었다.(pp. 157–158)

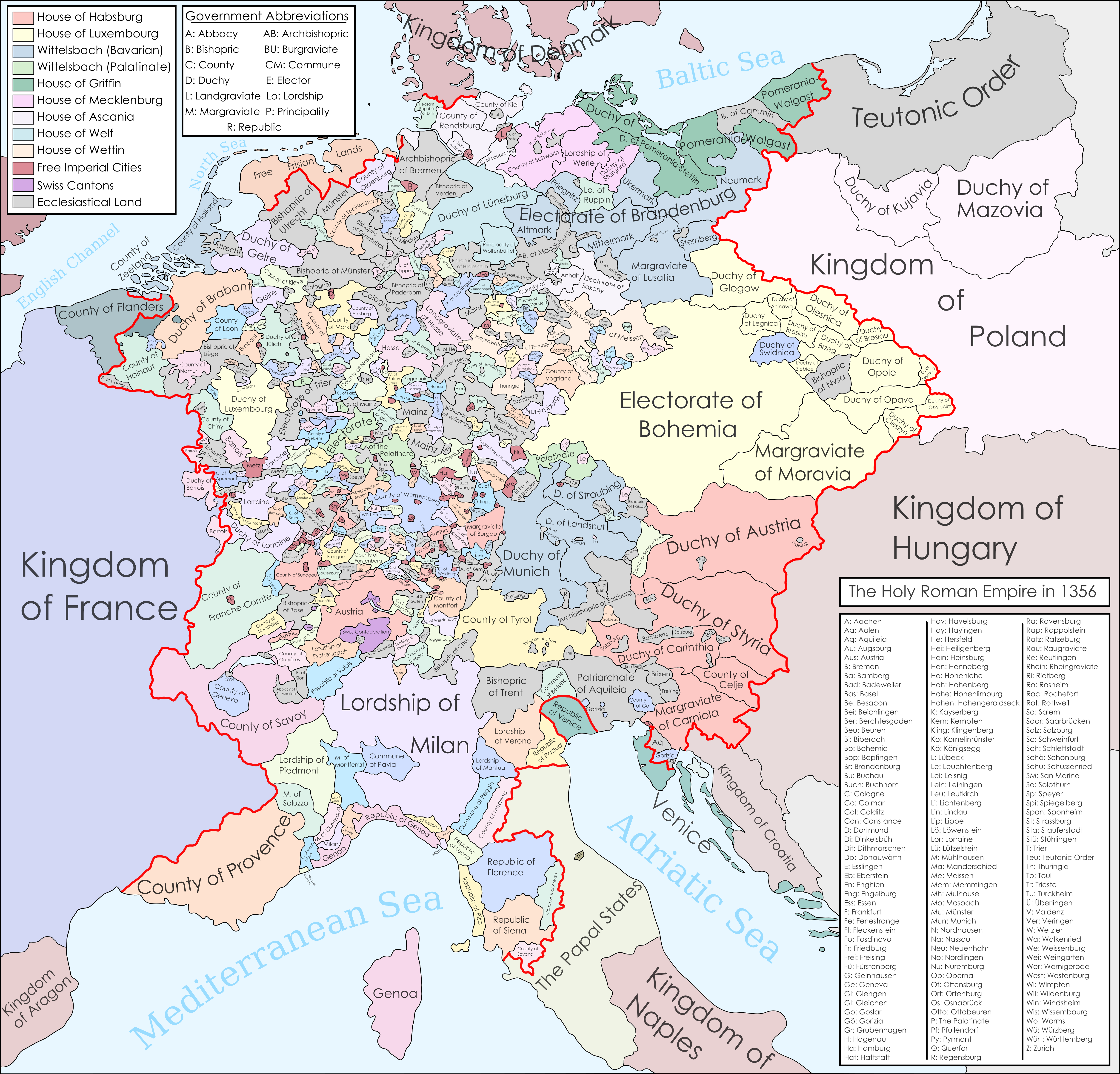
신성 로마 제국

1438년부터 1441년까지 벌어진 네덜란드-한자동맹 전쟁은 주로 벤트 지역 도시들에 의해 수행된 사략전이었다. 이 전쟁에서 암스테르담 상인들은 발트해로의 자유로운 접근권을 추구했고, 결국 이를 획득하는 데 성공하였다. 곡물 무역 봉쇄는 홀란트와 젤란트에 더 큰 타격을 입히긴 했지만, 프로이센에도 손해를 가져다주었다.(p. 91)

34세의 독일 한자동맹 상인이었던 단치히 출신의 게오르크 기제. 런던의 스틸야드에서 한스 홀바인이 그림.

1454년, 오스트리아의 엘리자베트와 폴란드-리투아니아의 국왕 겸 대공 카지미에시 4세의 결혼이 이루어진 해에, 프로이센 동맹의 도시들은 튜턴 기사단의 지배에 대항하여 봉기하였고 카지미에시 4세에게 도움을 요청했다. 이에 따라 그단스크(단치히), 토룬, 엘블롱크는 1466년 제2차 토룬 조약에 의해 폴란드 왕국의 일부가 되었으며, 이 지역은 1569년까지 "왕령 프로이센"으로 불렸다.
폴란드는 합스부르크가의 가문적 연대와 군사 지원을 통해 신성 로마 제국의 강력한 지원을 받았다. 당시 폴란드의 수도였던 크라쿠프는 한자동맹과 느슨한 연대를 유지하고 있었다.(p. 93) 1466년 이후 비스와강을 따라 관세 경계가 사라지면서 폴란드의 곡물 수출은 꾸준히 증가하였다. 15세기 말에는 연간 10,000 쇼트톤(약 9,100톤)이 수출되었으나, 17세기에는 연간 200,000 쇼트톤(약 180,000톤)을 초과하게 되었다. 한자동맹이 주도한 해상 곡물 무역 덕분에 폴란드는 동맹 활동의 주요 지역 중 하나가 되었고, 그단스크는 한자동맹 최대의 도시로 성장하였다. 그러나 폴란드가 도시들에 대한 영향력을 강화시켜나감에 따라 도시들의 독립성은 점차 줄어들었다.(p. 36)
15세기 중반부터 포메라니아의 그리프가는 포메라니아 지역의 한자동맹 도시들에 대한 통제를 놓고 끊임없는 갈등을 벌였다. 초기에는 성공하지 못했으나, 보기슬라프 10세는 결국 슈체친과 코워브제크(당시 쾨슬린)를 복속시키며 이 지역의 경제와 독립성을 약화시켰다.(p. 35)

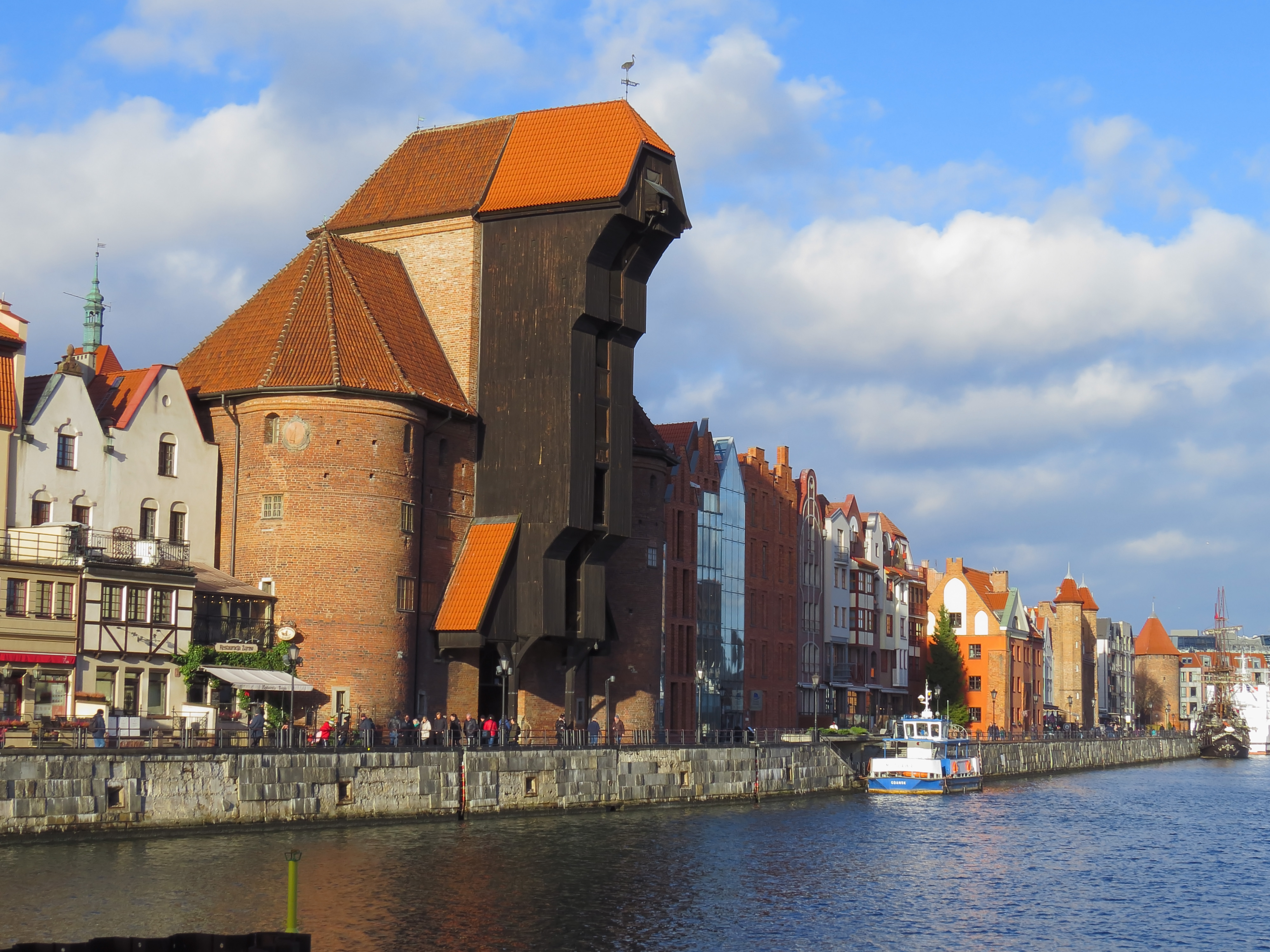
그단스크의 크라네 항구

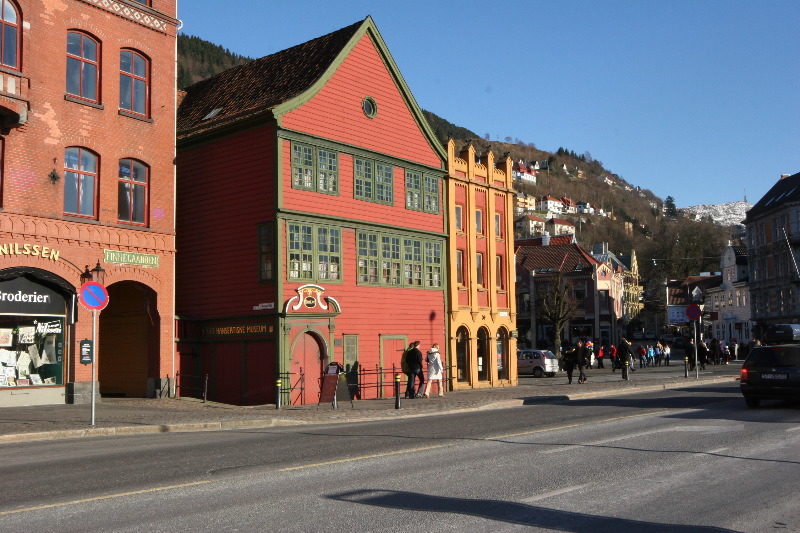
노르웨이 베르겐의 한자 박물관

플란데런과 홀란트가 부르고뉴 공국의 일부가 되면서, 부르고뉴 네덜란드 및 프로이센 도시들은 15세기와 16세기에 걸쳐 점차적으로 뤼베크를 곡물 무역에서 배제하였다. 15세기 후반, 부르고뉴 네덜란드의 프로이센 및 리보니아 곡물 수요가 증가하면서 이러한 무역 이익은 벤트 도시의 이익과 상충하였고, 정치적 통합에 위협을 가하였다. 동시에, 이러한 무역 구조는 한자동맹 시스템이 비효율적임을 보여주었다.(pp. 198, 215–216)
홀란트의 화물 운송 비용은 한자동맹보다 훨씬 낮았고, 한자동맹은 중개인 역할에서 배제되었다. 부르고뉴와 한자동맹 함대 간의 해상 전쟁 이후, 15세기 말부터 암스테르담은 폴란드 및 발트해 곡물의 주요 항구로 부상하였다.
프랑켄의 뉘른베르크는 한자동맹이 독점하던 상품들을 판매하기 위해 새로운 육상 무역 경로를 개발하였다. 이 경로는 프랑크푸르트를 출발해 뉘른베르크와 라이프치히를 거쳐 폴란드와 러시아로 이어졌다. 뉘른베르크는 플랑드르산 직물과 프랑스산 와인을 동유럽에서 곡물과 모피로 교환하며 무역을 발전시켰다. 한자동맹은 뉘른베르크 상인들이 한자동맹 도시들에 정착하는 것을 허용하면서 이 무역에서 이익을 얻었으나, 프랑켄 상인들은 이를 이용해 스웨덴과의 무역을 장악하기 시작했다. 뉘른베르크 상인 알브레히트 몰덴하우어는 스웨덴과 노르웨이와의 무역 발전에 중요한 역할을 했으며, 그의 아들 볼프와 부르가르트 몰덴하우어는 베르겐과 스톡홀름에 정착해 현지 한자동맹 활동을 주도하였다.
영국의 에드워드 4세는 1474년의 위트레흐트 조약에서 한자동맹의 특권을 재확인하였다. 이는 1455년부터 1487년까지 이어진 장미 전쟁 동안 한자동맹이 요크가에 제공한 상당한 재정적 지원의 결과였다.(pp. 308–309) 그러나 러시아에서는 차르 이반 3세가 1494년에 노브고로드의 한자동맹 콘토르를 폐쇄하고, 그 상인들을 모스크바로 강제 이주시킴으로써 한자동맹의 러시아 무역에 대한 영향력을 약화시키고자 했다.(p. 145) 당시 노브고로드의 페테르호프 콘토르에는 단 49명의 상인만 남아 있었다.(p. 99)
노브고르드의 모피 무역은 라이프치히로 이동하면서 한자동맹 상인들은 이 무역에서 배제되었다.(p. 54) 동시에 한자동맹의 러시아 무역은 리가, 탈린(당시 레발), 플레스카우로 옮겨갔다.(p. 100) 1514년에 페테르호프 콘토르가 재건되었을 때, 노브고로드는 이미 무역 중심지로서의 역할을 상실한 상태였다.(pp. 182, 312)
같은 시기, 베르겐의 시민들은 북유럽 지역 주민들과 독립적인 중개 무역을 발전시키려고 했으나, 한자동맹 상인들의 방해에 직면하였다.(p. 144) 한자동맹의 존재 자체와 그 특권, 독점권은 경제적 및 사회적 긴장을 초래했으며, 이는 종종 한자동맹 회원국들 간의 경쟁으로 이어졌다.

## 소멸
한자동맹은 대서양 무역의 발전으로 인해 쇠퇴하였다. 아메리카 대륙의 발견 이후 브뤼허와 같은 중심지가 쇠락하고, 무역이 새로운 항구로 이동하게 되었다. 또한, 단기 계약 중심의 새로운 사업 방식이 등장하면서, 특권 무역에 의존하던 한자동맹의 구조가 시대에 뒤처지게 되었다.
지역 영주들이 도시 자치를 억압하고 통제력을 강화하면서, 한자동맹의 무역 활동이 제한되었다. 외국 통치자들 또한 한자동맹 상인들을 억압하며 경쟁 구도를 강화하였다.
1521년 스웨덴 해방 전쟁에서 한자동맹은 경제적 충돌로 인해 야코프 푸거와 맞섰다. 전쟁 이후 스웨덴과 덴마크는 독자적인 정책을 추진하며 한자동맹의 북유럽 영향력이 줄어들었다.
브뤼허의 콘토르가 1520년 앤트워프로 이동하였으나, 이후 쇠락하였다. 1597년에는 런던의 스틸야드가 폐쇄되었고, 1593년 앤트워프 콘토르도 문을 닫았다.
30년 전쟁으로 한자동맹은 큰 피해를 입었고, 스웨덴과 덴마크의 간섭으로 주요 도시들의 활동이 제한되었다. 1669년 마지막 한자동맹 회의가 열렸으나, 실질적인 활동은 중단되었다.
한자동맹은 공식적으로 해체되지는 않았지만 점차 사라졌다. 이후에도 루베크, 함부르크, 브레멘은 일부 외교 활동을 공동으로 수행하였으며, 19세기까지 "한자동맹 도시"라는 명칭을 유지하였다.

## 같이 보기
- 루프트한자